# Rodolfo Daluisio
Rodolfo Daluisio (* 31. Januar 1952 in Chacabuco) ist ein argentinischer Bandoneonist, Organist, Chorleiter, Komponist und Musikpädagoge.
Daluisio hatte ab dem sechsten Lebensjahr Musiktheorie- und Klavierunterricht. Im Alter von 16 Jahren geht er nach Junín, wo er sich in Harmonielehre und Instrumentation weiterbildet. In dieser Stadt wirkt er auch als Bandoneonist mit.  
Im Jahre 1970 wurde er Mitglied des städtischen Chors von Chacabuco und wirkte an verschiedenen Musikaufführungen mit. Ab 1973 studierte er am städtischen Musikkonservatorium "Manuel de Falla" in Buenos Aires. Von 1973 bis 1976 leitete er den städtischen Chor von Chacabuco und unternahm mit ihm mehrere Konzertreisen durch Argentinien. Seit 1974 führte er als Bandoneonist und Organist Werke argentinischer Komponisten auf. 1978 wurde er Mitglied der Asociación Organística Argentina, 1981 Ehrenmitglied der Agrupación Organum.
1978 erhielt er am Konservatorium "Manuel de Falla" einen Abschluss als Bandoneonist. Er setzte seine Ausbildung mit einem Studium der Querflöte, einem Aufbaustudium im Fach Orgel und einem Studium der Musikpädagogik bei Juan F. Giacobbe fort. Bei Giacobbe studierte er zudem Schauspielmusik, Gregorianik und liturgische Musik sowie Komposition. Ab 1981 unterrichtete er am Konservatorium "Manuel de Falla"  und am Konservatorium von Morón Bandoneon, Kontrapunkt und Fuge, Orchestration und Komposition. Zudem hatte er von 1981 bis 1988 einen Lehrstuhl für Gehörbildung, Harmonielehre, Kontrapunkt, Formenlehre, Musikgeschichte und -pädagogik, Bandoneon und Orgel an der Escuela Superior de Música in Concepción.
1994 gab Daluisio am Teatro Colón ein Konzert als Bandoneonsolist, bei dem er neben eigenen Werken Kompositionen Girolamo Frescobaldis, Giovanni Battista Pergolesis und seines Lehrers Giacobbe aufführte. 1999 wurde er als eine der führenden Persönlichkeiten in der Musik der 1990er Jahre ausgezeichnet mit dem Premio Konex ausgezeichnet. Daluisio komponierte mehr
als 100 Werke, darunter Kammer-, Orchester- und Chormusik, viele davon für Bandoneon oder Orgel.

## Weblink
- Homepage von Rodolfo Daluisio